# 黑客人偶
《黑客人偶》是DeNA營運，智能手機的ACG新聞應用程式，特色是提供動畫、漫畫、電子遊戲、輕小說、聲優等情報，當初推出時查傳的副標題為「與您同步的手機APP軟體」。
2015年起陸續發行漫畫《召喚！？黑客人偶》及《黑客人偶 IN 漫畫》。2015年10月至12月播放電視動畫。

## 應用程式內容
應用程式主要為專門收集漫畫、動畫、輕小說、聲優、動漫商品、Cosplay、VOCALOID、特攝、BL等9大類情報，情報源主要來自相關評論網站、企業官方網站、個人網誌，初次下載啟動之際會詢問用戶相關喜好問題，並根據回答喜好選出適合用戶需求的情報，之後會不斷從用戶點選的情報歸納相關搜尋，使配信記事達到最適化的境界。
應用程式於2014年8月15日起開放手機安卓和IOS版本服務，2015年5月3日開放個人電腦網路版服務。
2019年8月15日正式結束網頁版與手機版的營運，並於日本時間2019年11月15日中午之前，推出僅有相本與鬧鈴功能的簡化紀念版「ハッカドール THE めもりある」。

## 登場角色
黑客人偶0號（聲：柚木涼香）
動畫原創人物，黑客人偶的長官，身為1至4號的指揮官，監視各成員的任務執行成果，1至4號通稱其為「0姐」，對下屬的行為感到苦惱。
擁有女強人的個性，當1－4號工作上出錯時會主動收拾爛攤子並教訓她們一頓。
黑客人偶1號（聲：高木美佑）
作為應用程式的主要導航。性格開朗樂觀，對於任何事情都是全力以赴，但有時會有作蠢事的情況發生。
動畫版中設定對動畫與從事偶像活動有極高的興趣。
黑客人偶2號（聲：奧野香耶）
負責動漫作品。包括對動畫企業與產業結構的問題，動漫知識的造詣非常深。
動畫版裡對刑事案件充滿好奇心。
黑客人偶3號（聲：山下七海）
負責配音和動畫歌曲的情報。看似是幼女，但實際上性別是男。
黑客人偶裡是年紀最小的成員，但是對於工作上經常抱持著無氣力、懶洋洋的性格。
動畫版中遇到聲優有關的話題時，會呈現與平時相反的積極個性。
黑客人偶4號（聲：上田麗奈）
電視動畫的新登場角色，集結最新技術所創造出來的新型角色，雖有出眾的能力但是老是因得意忘形而犯錯，個性開心樂觀。

## 漫畫
召喚！？黑客人偶
2015年3月起於《Manga Box》連載；2017年9月起於《Piccoma》連載，目前單行本已發行2冊，故事劇情為與動畫不同的原創故事。
| 集數 | 小學館           | 小學館                 |
| 集數 | 發售日期         | ISBN                   |
| ---- | ---------------- | ---------------------- |
| 1    | 2015年9月11日[5] | ISBN 978-4-7780-8206-2 |
| 2    | 2016年1月9日[6]  | ISBN 978-4-7780-8212-3 |
黑客人偶 IN 漫畫
《Comic REX》2015年8月號至2016年7月號連載。作畫。
| 集數 | 一迅社            | 一迅社                 |
| 集數 | 發售日期          | ISBN                   |
| ---- | ----------------- | ---------------------- |
| 1    | 2016年1月27日[9]  | ISBN 978-4-75-806567-2 |
| 2    | 2016年7月27日[10] | ISBN 978-4-75-806608-2 |

## 電視動畫
2015年5月宣佈電視動畫化消息，2015年10月至12月播放。

### 故事簡介
在這過渡資訊化的社會裏，人們往往會陷入情報的汪洋，找不到需要的情報。這個問題幾乎是不可能解決的，因此科學家們都放棄了努力的嘗試。但是有一個年輕的科學家想要去挑戰這個幾乎不可能實現的難題，並製作了一個小型機械人，這就是「黑客人偶（HACKA DOLL）」。
她們為了解決現代人的各式煩惱，將擔任偶像、便利商店店員、工程師或魔法少女……而過程中則引發不同笑料。

### 製作人員
- 原作、人物、原案：ハッカドールチーム（DeNA）
- 監督、人物設計：げそいくお
- 系列構成：真衣沢かなと
- 腳本：佐藤裕
- 美術監督：砂川尚人
- 色彩設計：鈴木咲絵
- 動畫監督：及川佳那子
- 攝影監督：廣岡岳
- 編輯：長谷川舞
- 音樂監督：打越領一
- 音樂：鳴瀬シュウヘイ（日语：鳴瀬シュウヘイ）
- 音樂製作：DIVE II entertainment（日语：エイベックス・ピクチャーズ）
- 音樂製作人：村上貴志
- 製作人：岩朝曉彥、田中宏幸（日语：田中宏幸）、清水美佳、麻生一宏、福田順、宇佐義大、足立泰宏、重成幸生
- 動畫製作人：稲垣亮祐、別府洋一
- 動畫製作：Creators in Pack
- 製作協力：TRIGGER
- 製作：召喚！？駭客娃娃製作委員會（DeNA、エイベックス・ピクチャーズ（日语：エイベックス・ピクチャーズ）、AT-X、日本AD SYSTEMS、クロックワークス（日语：クロックワークス）、Good Smile Company、一迅社、コンテンツシグナル）

### 主題曲
片頭曲「Touch Tap Baby」
作詞：畑亞貴，作曲、編曲：RAMM，主唱：黑客人偶（高木美佑、奥野香耶、山下七海）
片尾曲
「Happy Days Refrain」（第1、3、5、9話）
作詞、作曲、編曲：RAMM，主唱：黑客人偶
「Progress Push Doll」（第2、7話）
作詞：畑亞貴，作曲、編曲：RAMM，主唱：黑客人偶1號（高木美佑）
「Reflect Realist Doll」（第4、10話）
作詞：畑亞貴，作曲、編曲：RAMM，主唱：黑客人偶2號（奧野香耶）
「Hazy Lazy Doll」（第8、11話）
作詞：畑亞貴，作曲、編曲：RAMM，主唱：黑客人偶3號（山下七海）
插入曲
「捲心菜鑑定（キャベツ検定）」（第2話）
作詞：，作曲：daisuke horita，主唱：黑客人偶（高木美佑、奥野香耶、山下七海）
「Hazy Lazy Doll」（第6話）
作詞：畑亞貴，作曲、編曲：RAMM，主唱：黑客人偶3號（山下七海）
「Doesn't Know Anything」（第11話）
作詞：畑亞貴，作曲、編曲：，主唱：由子（青山吉能）
（第12話）
作詞：岩朝曉彦，作曲：，編曲：奈良崎彰，主唱：黑客人偶1號（高木美佑）

### 各話列表
| 話數   | 日文標題 | 中文標題                           | 分鏡         | 演出     | 作畫監督                      |
| ------ | -------- | ---------------------------------- | ------------ | -------- | ----------------------------- |
| 第1話  |          | 個人娛樂AI！黑客人偶！             | 奧居久明     | 奧居久明 | 奧居久明、針場裕子            |
| 第2話  |          | 請讓我們做偶像！                   | 奧居久明     | 奧居久明 | 崎口沙織、花井柚都子 奧居久明 |
| 第3話  |          | 我們就是為此而生的黑客人偶         | 奧居久明     | 渡邊徹明 | 川島勝、扇多惠子              |
| 第4話  |          | 先去洗澡吧                         | 五味伸介     | 池田智美 | 宮井加奈                      |
| 第5話  |          | 4號可不是徒有虛名的！              | 大地丙太郎   | 佐竹秀幸 | 武田牧子                      |
| 第6話  |          | 回憶中的那個                       | 大地丙太郎   | 平村直紀 | 平村直紀                      |
| 第7話  | KUROBAKO | 黑箱                               | 荒井和人     | 荒井和人 | 鶴田愛                        |
| 第8話  |          | 感覺很像女主角                     | 坂本一也     | 坂本一也 | 佐川遙                        |
| 第9話  |          | 能阻止我的只有星期二的定期系統維護 | 奧居久明     | 奧居久明 | 奧居久明                      |
| 第10話 |          | 去浸温泉吧                         | 普津澤畫乃新 | 吉田徹   | 普津澤時衛門                  |
| 第11話 |          | 聲優警察出動！                     | 奧居久明     | 佐竹秀幸 | 國松有史、西道拓哉 武田牧子   |
| 第12話 |          | 魔法少女 Lovely Hurt♡              | 中川英樹     | 中川英樹 | 中川英樹                      |
| 第13話 |          | 同人展也包在我們黑客人偶身上       | 奧居久明     | 奧居久明 | 奧居久明                      |

### 藍光
| 卷 | 發售日         | 收錄話        | 規格編號   |
| -- | -------------- | ------------- | ---------- |
| 1  | 2015年12月25日 | 第1話－第6話  | EYXA-10687 |
| 2  | 2016年1月29日  | 第7話－第13話 | EYXA-10688 |

## 外部連結
- 官方網站（页面存档备份，存于） （日語）
- 官方網誌（页面存档备份，存于） （日語）
- 網絡版 （日語）
- 電視動畫「黑客人偶 THE Anima〜tion」官方網站（页面存档备份，存于） （日語）
- 官方 黑客人偶的X（前Twitter） （日語）
- 官方黑客人偶 THE Anima〜tion的X（前Twitter） （日語）
- YouTube上的Hacka Channel ハッカドール頻道